# Gastronomía de Etiopía

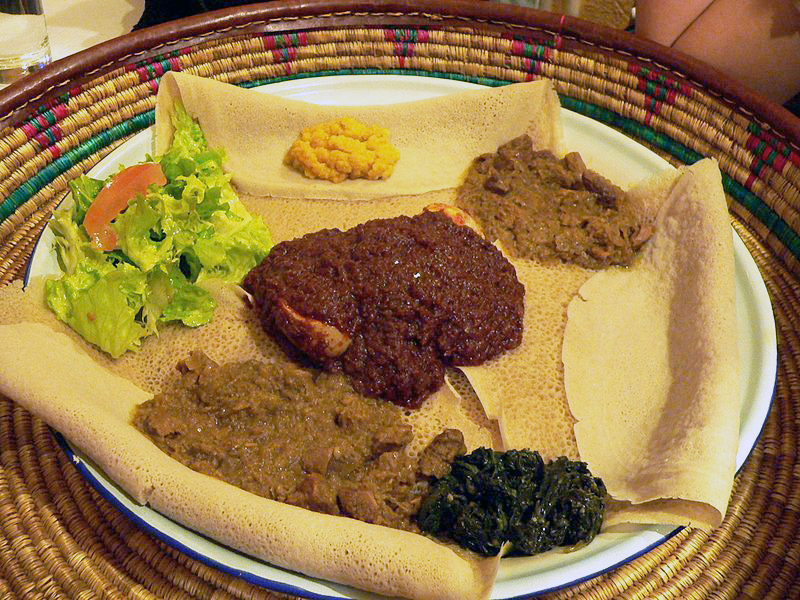
Un plato típico de la gastronomía de Etiopía y Eritrea, compuesta por injera y varios tipos de wat (estofado).

La gastronomía de Etiopía consiste característicamente en platos de verdura y carne picantes, normalmente en forma de wat (o wot), un estofado espeso, servido sobre injera, un pan plano grande de masa madre de unos 50 cm de diámetro y hecho de harina de tef fermentada. Los etíopes comen directamente con las manos, usando trozos de injera para tomar trozos de entrantes y guarniciones. 
La cocina etíope no usa cerdo de ningún tipo, al ser la mayoría de etíopes ortodoxos unitarios, musulmanes o judíos, y por tanto tenerlo prohibido. Más aún, la Iglesia ortodoxa etíope prescribe ciertos periodos de ayuno (ge'ez: ጾም tṣōm), incluyendo miércoles, viernes y toda la Cuaresma, por lo que la cocina etíope cuenta con muchos platos vegetarianos (amhárico: የጾም ye-ṣōm; tigriña: ናይጾም nāy-ṣōm). Esto ha llevado a muchos cocineros etíopes a desarrollar un rico surtido de fuentes de aceites de cocina: aparte de sésamo y cártamo, en la gastronomía etíope se usa también el de nug (también llamado niger). Los restaurantes de cocina etíope son una elección popular para vegetarianos de muchos países occidentales.

## Tipos de cocina etíope

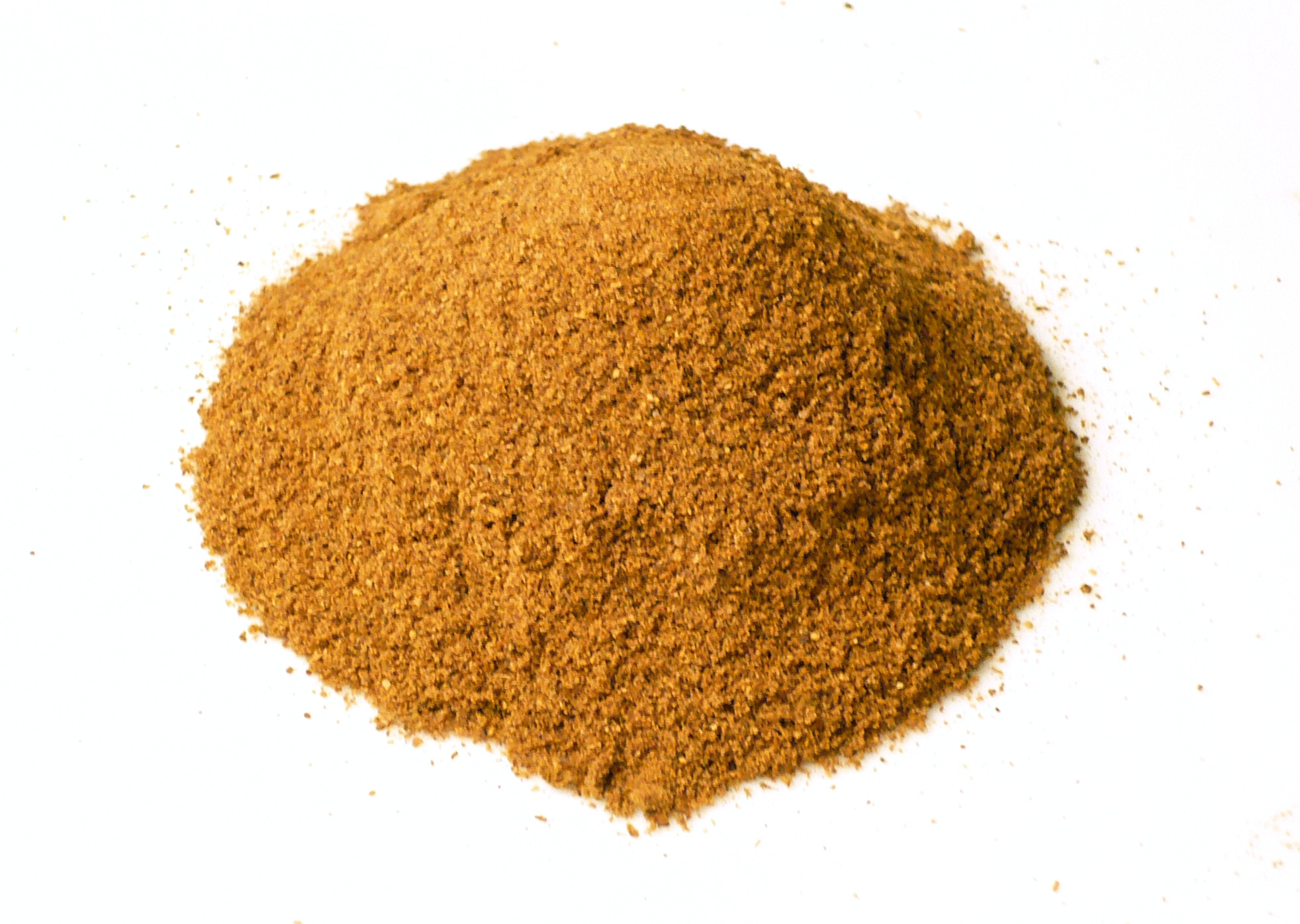
Berbere.

```
berbere
, una combinación de 
pimentón picante
 y otras especias, es un ingrediente importante usado en muchos platos. También es esencial el 
niter kibbeh
, una 
mantequilla clarificada
 infundida con 
jengibre
, ajo y varias especias.
```

Todos los wat (estofados) se empiezan con una gran cantidad de cebolla roja picada, que el cocinero cuece a fuego lento o saltea en una olla. Cuando se han ablandado, se añade niter kebbeh (o, para los platos veganos, aceite vegetal). Tras esto, se añade berbere para obtener un wat keiy (amhárico: ቀይ ḳey; tigriña y ge'ez: ቀይሕ ḳeyyiḥ, ‘rojo’), o puede sustituirse por para un más suave alicha wat o alecha wat (amhárico: አሊጫ ālič̣ā). En el caso de que el berbere sea especialmente picante, el cocinero puede preferir añadirlo antes del kibbeh o aceite, de forma que se cocine más tiempo y se suavice. Finalmente, se añade carne, como ternera (ge'ez: ሥጋ śigā), pollo (amhárico: ዶሮ dōrō, tigriña: ደርሆ derhō), pescado (amhárico: asa), cabra o cordero (amhárico: beg, tigriña በግዕ beggiʕ); legumbres como judías abiertas (amhárico: ክክ kik, tigriña: ክኪ kikkī) o lentejas (amhárico: ምስር misir, tigriña: ብርስን birsin); o verduras como patatas (amhárico: ድንች dinič, tigriña: ድንሽ diniš), zanahorias y acelgas (tigriña: costa).

### Tibs
Alternativamente, en lugar de prepararse en estofado, la carne o verdura puede saltearse para hacer tibs (también tebs, t'ibs, tibbs, etcétera, ge'ez: ጥብስ ṭibs). El tibs se sirve normal o especial, sirviéndose éste sobre un plato caliente con verdura (ensalada) mezclada. El visitante europeo de mediados del siglo XVIII a Etiopía, Remedius Prutky, describe el tibs como una porción de carne a la parrilla servida «para hacer un cumplido especial o demostrar un especial respeto a alguien».

### Kitfo
Otro plato etíope distintivo es el kitfo (a menudo ketfo), que consiste en ternera picada cruda (o muy poco hecha) marinada en mitmita (ge'ez: ሚጥሚጣ mīṭmīṭā), un pimentón muy picante, y niter kibbeh. El gored gored es muy parecido al kitfo, pero emplea ternera en dados en vez de picada.

### Desayuno
El firfir o fitfit (ge'ez: ፍርፍር firfir; ፍትፍት fitfit), hecho con injera a tiras y especias, es el desayuno típico etíope. Otro desayuno popular es el dulet (ge'ez: ዱለት dūlet), una mezcla picante de tripa, hígado, ternera y pimiento con injera. La fatira consiste en un panqueque grande frito hecho con harina, a menudo con una capa de huevo, que se toma con miel. El chechebsa (o kitcha fit-fit) recuerda a un panqueque cubierto con berbere y kibbeh, o especias, y puede tomarse con una cuchara.

## Bebida
El tej es un potente vino de miel, parecido al hidromiel, que se sirve frecuentemente en bares (en particular, en un tej bet; ge'ez: ጠጅ ቤት ṭej bēt, ‘casa de tej’). El katikal y el araki son bebidas alcohólicas baratas muy fuertes.
La tella es una cerveza casera servida en bares que también se denominan buna bets (‘casas de café’).
El café (buna) procede de Etiopía, y ocupa un lugar central en las bebidas del país. Igualmente importante es la ceremonia que acompaña su servicio, que a veces emplea una jebena (ጀበና) u olla de barro para café, en la que éste se cuece. En la mayoría de hogares etíopes hay una zona dedicada al café, rodeada de hierba fresca y con mobiliario dedicado a su elaboración. Una ceremonia completa tiene tres rondas de café, acompañadas por la quema de franquincienso.

## Servicio

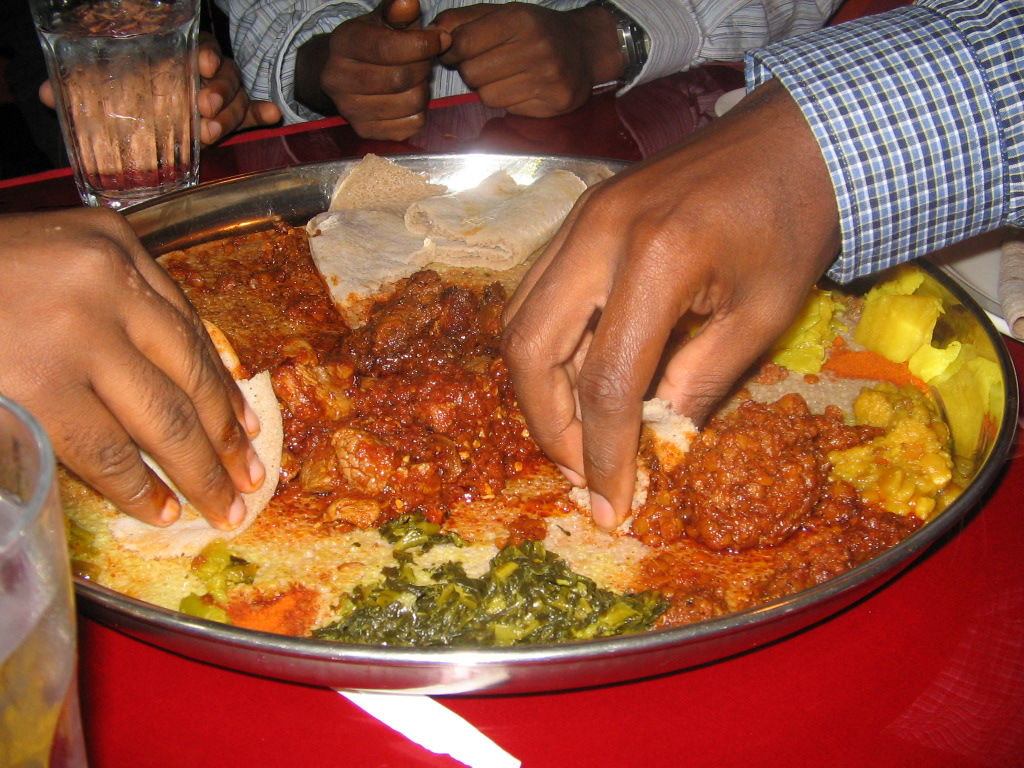
Comida etíope.

Un mesob (ge'ez: መሶብ mesōb) es una mesa sobre la que se sirve tradicionalmente la comida. Suele estar tejido de paja, y tiene una tapa que se mantiene sobre cerrada hasta la hora de comer.
Justo antes de que la comida esté lista, se trae un cuenco de agua y jabón para que los comensales se laven las manos. Cuando la comida está lista, se quita la tapa del mesbo y se pone la comida sobre él. Cuando se termina de comer, se vuelve a traer el cuenco con agua y jabón para lavarse las manos de nuevo.

## Platosgurage
La cocina gurage emplea tradicionalmente la planta de banana falsa (enset, ge'ez: እንሰት inset), un tipo de ensete. La planta se pulveriza y fermenta para hacer una comida parecida al pan llamada qocho o kocho (ge'ez: ቆጮ ḳōč̣ō), que se come con kitfo. La raíz de esta planta puede molerse y prepararse como bebida caliente llamada bulla (ge'ez: ቡላ būlā), que se da a menudo a quien está cansado o enfermo. Otro plato gurage típico es el café con mantequilla (kebbeh).
El plato principal gurage más popular es el kitfo. El gomen kitfo es otra receta preparada con ocasión del Meskel, una fiesta muy popular que celebra el descubrimiento de la Vera Cruz. Se cuecen berzas (ጎመን gōmen), se secan y se pican finas, sirviéndolas con mantequilla, guindilla y especias.
este plato se llama gufot.

## Goorsha
Un goorsha es un acto de amistad. En las mesas etíopes, los comensales usan su mano derecha para romper trozos de injera, enrollarlos en el wat o kitfo, y comerlos. Durante una comida con amigos, un comensal puede romper un trozo de injero, enrollarlo con salda y meterlo en la boca de un amigo. Esto se llama goorsha, y cuanto mayor sea, más fuerte se considera la amistad.